# Olfactores
Olfactores je klada unutar Chordata koja obuhvata Vetulicolia, Tunicata (Urochordata) i Vertebrata (ponekad zvana Craniata). Olfactores predstavlja ogromnu većinu taksona Chordata, pri čemu su Cephalochordata jedini hordati koji nisu uključeni u kladu.

## Olfactores hipoteza
Dugo se smatralo da je hipoteza da su cefalohordati sestrinski taksoni craniata široko prihvaćena, verovatno pod uticajem morfološke razlike tunikata iz ostalih hordata, s tim da su cefalohordati čak dobili nadimak „počasni kičmenjaci“. Međutim, od 2006. godine studije zasnovane na analizi skupova podataka velikih sekvenci snažno su podržavale Olfactores kao kladu. Naziv olfactores potiče od latinskog olfactus („osećaj mirisa“), zbog razvoja ždrela koji uključuje respiratorne funkcije, za razliku od nedostatka respiratornog sistema i specijalizovanih čulnih organa koji se vide kod cefalohordata kao što je lancelet.